# Carabidomemnus endroedyfilius
Carabidomemnus endroedyfilius is een keversoort uit de familie van de loopkevers (Carabidae). De wetenschappelijke naam van de soort is voor het eerst geldig gepubliceerd in 1973 door Luna de Carvalho.